# The Legend Is Born - Ip Man
The Legend Is Born - Ip Man (Yip Man Chin-chyun) è un film del 2010 diretto da Herman Yau, ispirato alla vita del giovane Ip Man.

## Trama
Foshan, 1905. Il piccolo Ip Man e il suo fratellastro Ip Tin Chi vengono affidati dal padre Yip Oi-dor alle cure di una delle più prestigiose scuole di arti marziali, mostrando un talento fuori dal comune nell'apprendere lo stile wing chun. Tra diverse strade professionali e amori giovanili, i fratelli prenderanno vie sempre più diverse, al contempo un gruppo di giapponesi turberà la pace della scuola.

## Distribuzione
Il film è stato distribuito in Italia a partire dal 23 settembre 2014 senza passare per le sale cinematografiche, direttamente in home video per conto della CG Entertainment, in collaborazione con Tucker Film e il Far East Film Festival.

## Riconoscimenti
- 2010 - Shanghai International Film Festival
  - Miglior attore non protagonista a Ip Chun
  - Nomination per il miglior film a Herman Yau
- 2011 - Hong Kong Film Awards
  - Nomination per la miglior nuova performance a Dennis To